# Operation Sandcastle

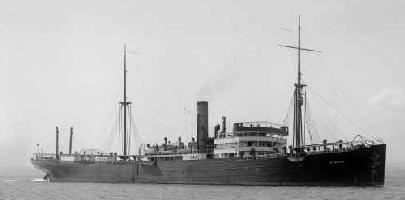
Die Kotka, eines der drei in der Operation Sandcastle versenkten Schiffe

Operation Sandcastle war eine militärische Operation des britischen Verteidigungsministeriums mit Hilfe der Royal Air Force (RAF) und der Royal Navy zur Beseitigung von gut 14.000 t Tabun und anderer chemischer Stoffe, die aus Wehrmachtsbeständen stammten und 1955/56 zusammen mit den Hulks dreier Frachter im Nordatlantik versenkt wurden. Vorbild war u. a. die britisch/US-amerikanische „Operation Davy Jones’ Locker“, in der von 1946 bis 1948 Schiffe mit Giftgasbeständen und anderen Kriegsmaterialien in der Nordsee und im Skagerrak und in der Ostsee versenkt worden waren.

## Der Chemiewaffenbestand in Wales, 1946 bis 1955
Die RAF hatte nach dem Ende des Zweiten Weltkriegs umfangreiche deutsche Giftgasbestände übernommen, meist in der Form von 250-kg-Fliegerbomben. Diese wurden ab Oktober 1946 im Rahmen der Operation „Dismal“ von Hamburg nach Newport Docks in Wales verschifft, per Eisenbahn nach Llanberis verfrachtet und von dort per Lkw auf das RAF-Flugfeld Llandwrog transportiert. Die Transporte fanden in der Regel nachts unter strengsten Sicherheitsvorkehrungen statt, die Lkw wurden von Polizei und Ambulanzen begleitet. Bis Mitte Juli 1947 waren in Llandwrod 71.000 Bomben angeliefert worden, insgesamt wurden 14.000 t Tabun auf dem Flughafen gelagert.
Llandwrog galt als idealer Lagerort, da das Flugfeld fernab von Siedlungen lag und außerdem davon ausgegangen wurde, dass der dort vorherrschende beständige Wind das aus den Fliegerbomben eventuell austretende Gas auf die See hinaus wehen würde. Um die Bomben vor Korrosion zu schützen, wurden sie in Lanolin eingetaucht; die wöchentliche Konservierungsquote lag bei 500 Bomben. Bei den Arbeiten trug das Personal Schutzanzüge. Bomben, die bereits Lecks aufwiesen, wurden in einer Spezialgrube mit Natriumhydroxid neutralisiert. Bis 1951 wurden zum zusätzlichen Schutz der Bomben 21 Hangars errichtet.
Hintergrund der Lagerung war die potentielle Verwendung der Waffen im Kalten Krieg bzw. im Koreakrieg, angeblich, weil die UdSSR ebenfalls deutsche Chemiewaffen erbeutet hatte. Im Juni 1954 wurde im Verteidigungsministerium entschieden, dass die Waffen keinen Verteidigungswert mehr besäßen und daher vernichtet werden könnten. Offensichtlich stand dieser Entschluss im Kontext der atomaren Rüstung des Königreichs, nachdem 1952 in Australien während der Operation Hurricane zum ersten Mal eine britische Atombombe gezündet worden war.

## Operation Sandcastle
Die Entsorgung der britischen Tabunbestände erhielt den Codenamen „Operation Sandcastle“ und wurde in zwei Phasen durchgeführt.
In der ersten Phase wurden die gut 71.000 Fliegerbomben auf dem Land- und Seeweg von Llandwrod in den Hafen von Cairnryan, Schottland transportiert. Für den Seetransport wurden sechs LCT benutzt. In dem schottischen Hafen wurde das Material nach und nach auf drei zu versenkenden Hulks verladen:
1. Empire Claire (ex Clan Matheson, Baujahr 1919, 5613 BRT)
2. Vogtland (ex Tiradentes, Baujahr 1922, 4960 BRT)
3. Kotka (Baujahr 1913, 5930 BRT).

Die erste Ladung wurde im Juni/Juli 1955 auf der Empire Claire gebunkert. Sie verließ Cairnryan am 25. Juli mit 16.000 Bomben an Bord und einer neunköpfigen Besatzung. Drei Sprengsätze mit TNT waren bereits installiert. Aufgrund eines falschen Beladungsplans hatte die Hulk bereits bei der Abfahrt deutliche Schlagseite nach Steuerbord. Begleitet wurde sie von dem Schlepper Forester sowie den Wachbooten Mull und Sir Walter Campbell. Schon unmittelbar nach dem Auslaufen versagten Teile der Antriebsanlage der Empire Claire, so dass die Hulk von der Forester geschleppt werden musste. Am 27. Juli wurde die Empire Claire auf der vorgesehenen Position 56° 30′ N, 12° 0′ W außerhalb des Kontinentalschelfs durch Sprengung versenkt; ihr Untergang wurde von einem RAF-Aufklärungsflugzeug gefilmt. Die Sprengung verlief nicht ganz planmäßig; möglicherweise, weil die Hulk bereits starke Schlagseite hatte. Anstatt wie geplant auf ebenem Kiel langsam zu sinken, kenterte die Empire Claire über Steuerbord und sank zügig mit aufwärts gerichtetem Bug. Die Versenkungsstelle liegt auf einer Tiefe von gut 1.000 nautischen Faden (etwa 1800 m).
Am 30. Mai 1956 wurde auf derselben Position die Vogtland mit 28.737 Bomben an Bord versenkt. Die dritte Ladung, bestehend aus 26.000 Bomben, 330 Tonnen Arsen und 50 Kisten unidentifizierten Materials, sank am 21. Juli 1956 auf Position 56° 31′ N, 12° 5′ W zusammen mit der Kotka.

## Der heutige Zustand der Waffen
In welchem Zustand sich die Wracks der versenkten Hulks und die in ihnen befindlichen Bomben heute befinden, ist offenbar unbekannt. Vermutlich wurden die Schiffshüllen beim Aufprall auf den Meeresboden zumindest beschädigt, wenn nicht aufgerissen und die Bomben zumindest teilweise durch die Meeresströmungen abgetrieben. Eine direkte Gefahr scheint von ihnen allerdings nicht auszugehen.

## Dokumentationen
- Dokumentarbericht Lethal Cargo, ausgestrahlt auf BBC1 Scotland am 5. Oktober 1995.